# Juwenalia
 (mars 2018).
Si vous disposez d'ouvrages ou d'articles de référence ou si vous connaissez des sites web de qualité traitant du thème abordé ici, merci de compléter l'article en donnant les références utiles à sa vérifiabilité et en les liant à la section « Notes et références ».

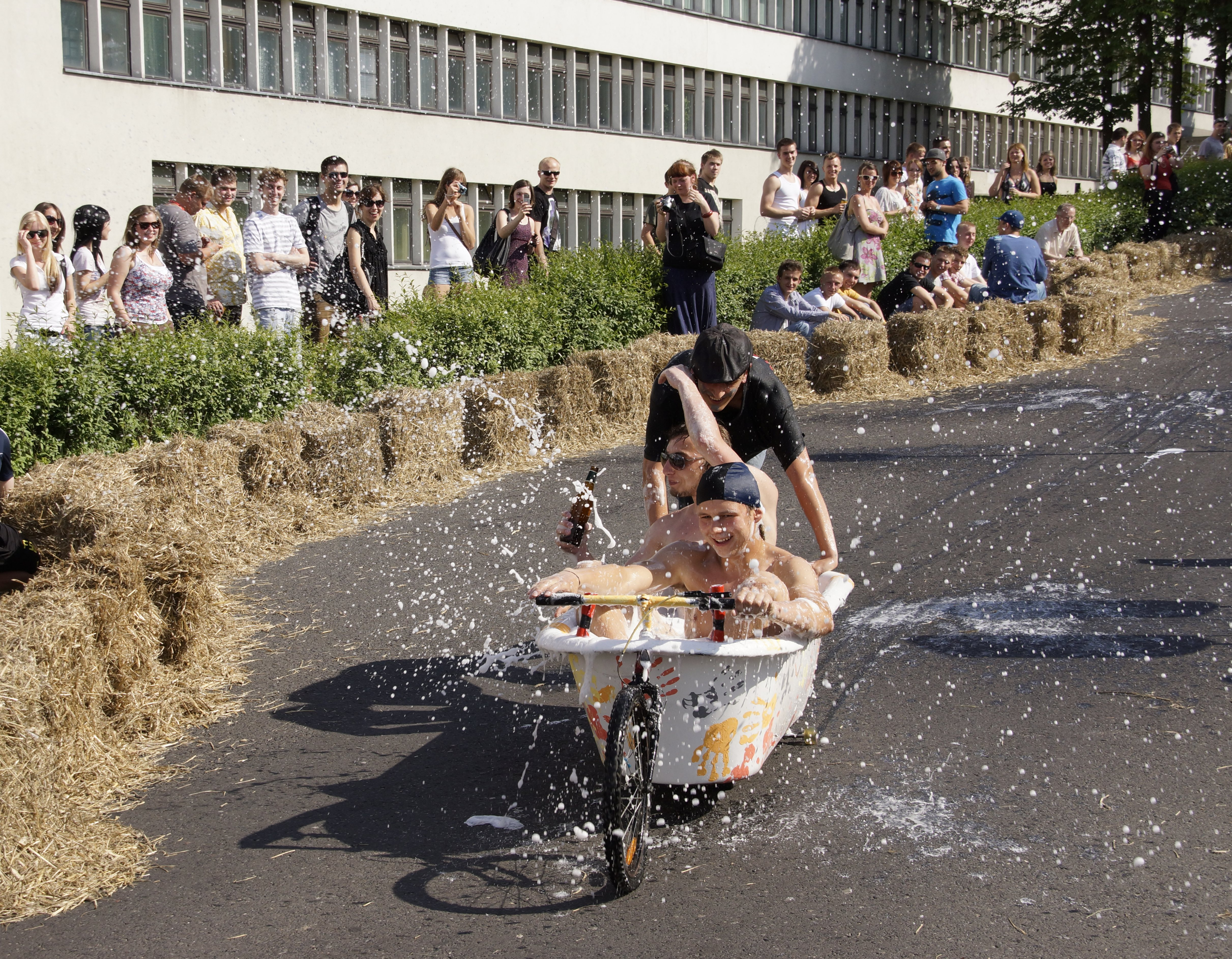
Concours de véhicules pendant la juwenalia à l'Université de Zielona Góra

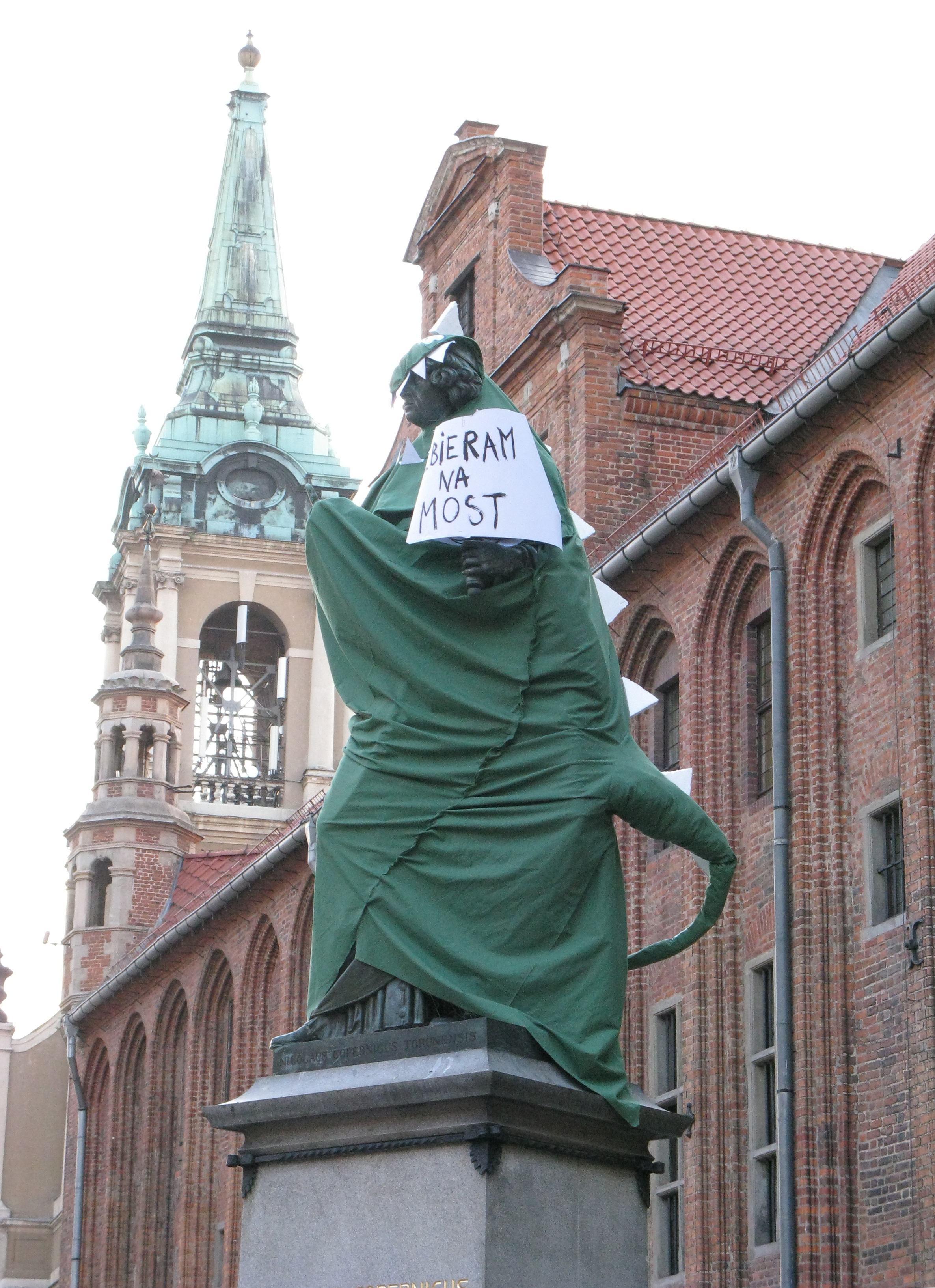
Habiller le monument de Nicolas Copernic - une tradition de la juwenalia de Toruń

Les Juwenalia (polonais, issu du latin Iuvenalia - Juvenalia) sont des fêtes universitaires en Pologne, habituellement en mai, avant les examens d'été. Le premier Juwenalia a été célébré au XVe siècle à Cracovie.
Les Juwenalia sont fêtées dans toutes les universités polonaises, avec parfois des différences de nom. 
Les participants ouvrent les festivités avec une marche commençant du campus universitaire jusqu'à la place principale de la ville. Pendant les trois jours qui suivent, sont organisés des concerts, des soirées dansantes, des événements sportifs, le tout accompagné d'une forte consommation de bière.